# 1123 км (платформа)
Платформа 1123 км — пасажирський залізничний зупинний пункт Запорізької дирекції Придніпровської залізниці на електрифікованій лінії Запоріжжя I — Федорівка між зупинним пунктом Осетрівка (3 км) та станцією Канкринівка (2 км). Розташований в  селищі Малокатеринівка Запорізького району Запорізької області, на узбережжі Каховського водосховища.

## Пасажирське сполучення
До повномасштабного російського вторгнення в Україну на Платформі 1123 км зупинялися приміські електропоїзди Мелітопольського напрямку. Рух поїздів тимчасово припинено до повної деокупації захоплених територій російськими загарбниками.